# Костянтинівка (селище, Новоукраїнський район)
Костянтинівка — селище в Україні, у Рівнянській сільській громаді Новоукраїнського району Кіровоградської області. Населення становить 133 осіб. Орган місцевого самоврядування — Рівнянська сільська рада.

## Населення
Згідно з переписом УРСР 1989 року чисельність наявного населення селища становила 165 осіб, з яких 74 чоловіки та 91 жінка.
За переписом населення України 2001 року в селищі мешкало 145 осіб.

### Мова
Розподіл населення за рідною мовою за даними перепису 2001 року:
| Мова       | Відсоток |
| ---------- | -------- |
| українська | 91,73 %  |
| російська  | 5,26 %   |
| молдовська | 3,01 %   |